# Paraphlebia quinta
El caballito patón de alas claras (Paraphlebia quinta) es un caballito del diablo de la familia Thaumatoneuridae. Esta especie se encuentra en México y Guatemala4. El nombre científico hace referencia a la pigmentación de las alas en algunos machos, pues la banda negra que en ocasiones se presenta puede cubrir un quinto de la extensión de las mismas4.

## Clasificación
Hasta el año 2013, el género Paraphlebia se clasificaba dentro de la familia Megapodagrionidae, sin embargo, en estudios moleculares recientes se descubrió que Paraphlebia es el grupo hermano de Thaumatoneura, un género monotípico endémico de Costa Rica y Panamá 5.
Existe una notable variación en la coloración de esta especie dependiendo de la región que habita, por lo que la descripción que se presenta aquí es una generalidad6.

## Descripción
- Cabeza: principalmente negra.
- Tórax: principalmente negro con líneas que varían en grosor y color (blanquecinas, amarillas o azul claro) en las suturas inter y metapleural.
- Patas: marrón con marcas negras en la superficie interna.
- Abdomen: principalmente negro con anillos basales marrones en los segmentos 3-7.
- Alas: hialinas o con pigemntación negra, las últimas con una banda negra apical que puede cubrir de 1/5 a 2/5 de la extensión total del ala.
- Medidas: abdomen ≈42-44 mm; ala trasera ≈ 33-36 mm4.

## Ciclo de vida
Los huevos son puestos en los escurrideros y superficies muy húmedas pero sin agua corriente o profundas. Este hábitat no tiene nada que ver con los ríos, arroyos, lagos, lagunas típicos de otros odonatos. Esta característica es particular del género Paraphlebia y podría suponer adaptaciones para evitar la competencia con otros odonatos, o bien una característica “ancestral” dada la posición filogenética del género. Sea cual sea la razón, estos escurrideros son sitios poco frecuentados por otros odonatos. Estos sitios también son lugares con poca penetración de luz solar, una situación que en ocasiones ha sido utilizada como argumento para sustentar una posible base adaptativa de la coloración llamativa de ambos sexos (para favorecer que ambos sexos se encuentren al momento de la cópula). No se conoce con certidumbre cuánto tiempo dura la etapa de huevo ni el periodo larvario. Las larvas seguramente se arrastran en los sustratos húmedos y se desconoce sus preferencias alimenticias. Es posible que en el periodo larvario, el género tenga adaptaciones a la vida terrestre dadas las características de los escurrideros. Es probable que los adultos sobrevivan un par de meses por lo que deben existir más de una cohorte en el año. Los adultos están presentes desde mayo-junio hasta septiembre-octubre, aunque este dato sólo se conoce del sur de Veracruz, México 1,2,3.

## Conducta de los adultos
Existen dos morfotipos masculinos: los machos negros (por su mancha oscura en la parte final de las alas) y los machos hialinos (por la ausencia de pigmento en las alas). Los machos negros usualmente exhiben una conducta territorial agresiva contra otros machos negros o hialinos. Los machos hialinos no parecen defender territorios y duran mucho menos en cópula que los negros. Otro dato interesante es que la cópula frecuentemente se interrumpe, y es en estos momentos cuando el contacto genital no ocurre, que la hembra expulsa esperma. La conducta de interrumpir la cópula ocurre más veces con los machos hialinos. Esta conducta se ha interpretado como una manera de elegir un macho u otro, por lo que las hembras presumiblemente favorecerían más a los machos negros. Una vez terminada la cópula, el macho negro resguarda a la hembra mientras esta pone huevos. Este resguardo no ocurre con los machos hialinos1,2,3.

## Distribución
Esta especie tiene una distribución tropical, al sur de Veracruz, Oaxaca, y Guatemala 4,7.

## Hábitat
Los adultos se reproducen en escurrideros y arroyuelos, generalmente en stios inclinados. Las náyades se encuentran debajo de piedras o de la vegetación presente en estos escurrideros; se les observa frecuentemente en paredes verticales cubiertas solo por una delgada película de agua 6.

## Estado de conservación
Dentro de la legislación mexicana (NOM-059-Semarnat-2010) P. quinta no aparece en ninguna categoría de riesgo. La IUCN la tiene catalogada como de baja preocupación (Least Concern) basado en que es un animal muy abundante. Sin embargo, un estudio reciente sugiere que debe ser etiquetada como en riesgo (Endangered) basado en justo lo contrario. Parte del bajo número de registros es producto del cambio de uso de suelo lo cual, hasta el 2016, le daba un área de distribución (según modelos de nicho) de 18,860 km². Sin embargo, la IUCN mantiene a la especie en la categoría de preocupación menor 8.